# Hisataka Fujikawa
Hisataka Fujikawa (藤川 久孝 Fujikawa Hisataka?,  nacido el 1 de mayo de 1964 en Narashino, Chiba) es un exfutbolista japonés. Jugaba de centrocampista y su último club fue el JEF United Ichihara de Japón.

## Trayectoria

### Clubes
| Club                 | País  | Año         |
| -------------------- | ----- | ----------- |
| Nagoya Grampus Eight | Japón | 1987 - 1994 |
| JEF United Ichihara  | Japón | 1995 - 1996 |